# Jacek Paszkowski Lanckoroński
Jacek Paszkowski Lanckoroński herbu Zadora – stolnik brzeskolitewski w latach 1787-1795, podstoli brzeskolitewski w latach 1781-1787, podstarości brzeskolitewski w latach 1778-1792, koniuszy brzeskolitewski w latach 1773-1781.
Poseł brzeskolitewski na sejm 1776 roku.